# ورنگتسی
ورنگتسی (به صربی: Vrnjci) یک منطقهٔ مسکونی در صربستان است که در ورنگاچکا بانگا واقع شده‌است. ورنگتسی ۵٫۹۰ کیلومتر مربع مساحت و ۲٬۲۶۸ نفر جمعیت دارد و ۲۱۳ متر بالاتر از سطح دریا واقع شده‌است.